# Speculanas specularis
Speculanas specularis là một loài chim trong họ Vịt.